# Moretown
Moretown – miasto w Stanach Zjednoczonych, w stanie Vermont, w hrabstwie Washington.